# Marathon Rotterdam 2011

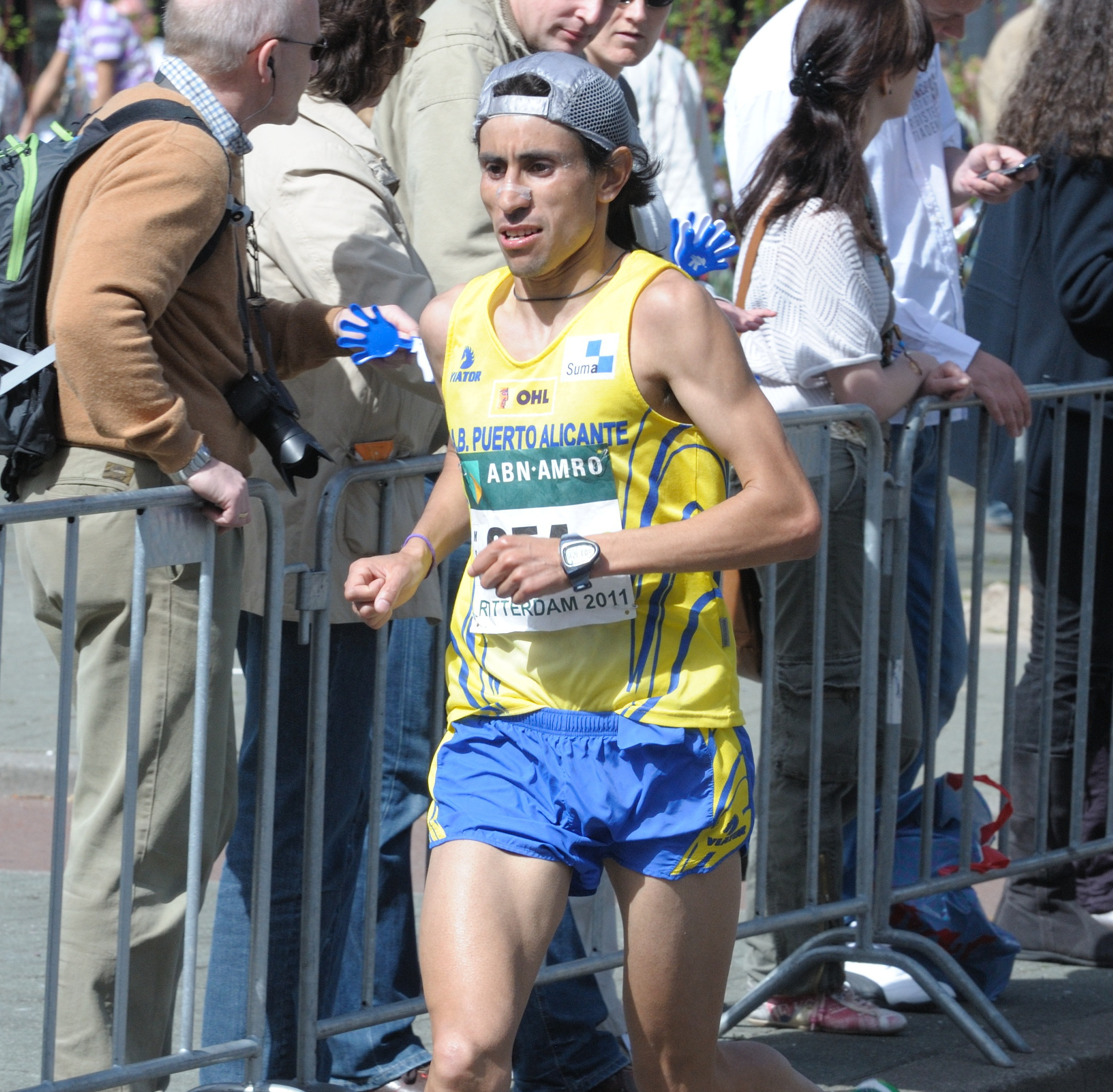
Miguel Barzola tijdens de wedstrijd.

De ABN AMRO Marathon Rotterdam 2011 werd gelopen op zondag 10 april 2011. Het was de 31ste editie van deze marathon. De start was precies om 11:00 op de Coolsingel en werd ingeluid met een kanonschot.
De wedstrijdlopers gingen voortvarend van start. Na 20 km lag de kopgroep zelfs zeven seconden voor op het schema van het wereldrecord. Daarna liep de temperatuur omhoog, ging de snelheid omlaag en dunde de kopgroep uit. De laatste haas stapte zeven kilometer voor de finish uit. Op dat moment liepen twee lopers aan kop, namelijk de Kenianen Wilson Chebet en Vincent Kipruto. Een kleine kilometer voor de meet besloot Chebet voor eigen kansen te gaan. Hij bouwde een kleine voorsprong uit en finishte in 2:05.27 en was hiermee precies een minuut langzamer dan het parcoursrecord van 2:04.27, dat sinds 2009 op naam staat van zijn landgenoot Duncan Kibet. Vincent Kipruto finishte zes tellen later in 2:05.33. De Ethiopiër Chala Dechasa finishte derde in 2:08.47.
De 24-jarige Philes Ongori, eveneens uit Kenia, schreef de marathon bij de vrouwen op haar naam. Zij voltooide het parcours in de Maasstad in 2:24.19. Hilda Kibet eindigde als tweede in 2:24.29. De Nederlandse moest zich in de laatste honderden meters gewonnen geven. Zij plaatste zich hiermee wel voor de Olympische Spelen van 2012 in Londen. Na afloop meldde ze: "Jammer dat ik niet heb gewonnen. Maar ik was twee minuten sneller dan mijn persoonlijk record. Ik ben heel tevreden." Op de derde plaats eindigde Lishan Dula uit Bahrein in 2:26.56. De favoriete Rita Jeptoo kwam als vijfde over de streep.
De Nederlandse langeafstandloper Koen Raymaekers probeerde een olympische kwalificatie in de wacht te slepen. Hij moest hiervoor onder de kwalificatielimiet van 2 uur en 10 minuten lopen. Hij slaagde hierin niet, maar finishte wel als eerste Nederlander in 2:13.41. Die tijd was ruim boven zijn persoonlijk record van 2:11.09, dat hij vorig jaar op de Coolsingel mocht klokken. "Ik zag al snel dat de doorkomsttijden niet goed waren. We liepen steady, maar niet hard genoeg. Ik heb zelf nog geprobeerd te versnellen. Dat brak me op, denk ik. Ik was gewoon niet goed genoeg. Motorisch wel, maar ik had, denk ik, een energieprobleem. Maar er is geen man overboord. Ik probeer het in oktober of zo nog keer."
Uiteindelijk finishten 7328 lopers de marathon, 6443 lopers de 10 km en 1638 lopers de 5 km.

## Uitslagen

### Mannen
| rang   | naam             | land | tijd    |
| ------ | ---------------- | ---- | ------- |
| Goud   | Wilson Chebet    | KEN  | 2:05.27 |
| Zilver | Vincent Kipruto  | KEN  | 2:05.33 |
| Brons  | Chele Dechasa    | ETH  | 2:08.47 |
| 4      | Eliud Kiptanui   | KEN  | 2:09.08 |
| 5      | Alemayehu Shumye | ETH  | 2:09.36 |
| 6      | Michael Kipyego  | KEN  | 2:11.03 |
| 7      | Feyisa Lilesa    | ETH  | 2:11.42 |
| 8      | Koen Raymaekers  | NED  | 2:13.41 |
| 9      | Julius Kangethe  | KEN  | 2:14.11 |
| 10     | Zemiro Zohar     | ISR  | 2:14.28 |
| 11     | Gilbert Kirwa    | KEN  | 2:14.29 |
| 12     | Miguel Barzola   | ARG  | 2:15.00 |
| 13     | Marius Ionescu   | ROU  | 2:16.11 |
| 14     | Brihun Weva      | ISR  | 2:17.17 |
| 15     | Sean Connolly    | IRL  | 2:17.23 |
| 16     | Jaume Leiva      | ESP  | 2:17.57 |
| 17     | Ruben Sanca      | USA  | 2:18.47 |
| 18     | Seteng Ayale     | ISR  | 2:19.32 |
| 19     | Ivan Galan       | ESP  | 2:19.56 |
| 20     | Pablo Lopez      | ESP  | 2:20.27 |

### Vrouwen
| rang   | naam                  | land | tijd    |
| ------ | --------------------- | ---- | ------- |
| Goud   | Philes Ongori         | KEN  | 2:24.20 |
| Zilver | Hilda Kibet           | NED  | 2:24.27 |
| Brons  | Lishan Dula           | BAH  | 2:26.56 |
| 4      | Alessandra Aguilar    | ESP  | 2:27.00 |
| 5      | Rita Jeptoo           | KEN  | 2:28.09 |
| 6      | Shetaye Bedaso        | ETH  | 2:29.52 |
| 7      | Maria Jose Pueyo      | ESP  | 2:34.52 |
| 8      | Xenia Luxem           | BEL  | 2:35.48 |
| 9      | Christina Bus Holth   | NOR  | 2:37.12 |
| 10     | Lindsay van Marrewijk | NED  | 2:37.40 |
| 11     | Irene Limika          | KEN  | 2:38.53 |
| 12     | Raquel Maraviglia     | ARG  | 2:41.23 |
| 13     | Kelly Calway          | USA  | 2:44.47 |
| 14     | Johanna Kykyri        | FIN  | 2:46.27 |
| 15     | Loretta Kilmer        | USA  | 2:46.27 |

1981 ·
1982 ·
1983 ·
1984 ·
1985 ·
1986 ·
1987 ·
1988 ·
1989 ·
1990 ·
1991 ·
1992 ·
1993 ·
1994 ·
1995 ·
1996 ·
1997 ·
1998 ·
1999 ·
2000 ·
2001 ·
2002 ·
2003 ·
2004 ·
2005 ·
2006 ·
2007 ·
2008 ·
2009 ·
2010 ·
2011 ·
2012 ·
2013 ·
2014 ·
2015 ·
2016 ·
2017 ·
2018 ·
2019 ·
2020 ·
2021 ·
2022 ·
2023 ·
2024